# Грб Челинца
Грб Челинца је званични грб српске општине Челинац. Грб се користи од 2005, али је званично усвојен 17. фебруара 2006. године.
Овај симбол општине има шпицаст облик као средњовјековни грбови, али његов садржај подсјећа на старе амблеме општина из комунистичког времена.

## Опис грба
Грб Челинца је црвено обрубљени плави штит с бијелим елементима који приказује зупчаник, рударске алатке, лист дјетелине и планине (стилизовано у облику шајкаче) , те с именом општине у заглављу: „ЧЕЛИНАЦ“.
Застава је бијела усправна застава с грбом у средини. Иако је прописано да се у застави испод грба налази исписано пуно име општине, користе се заставе без тог натписа.